# Robert Ibáñez
Roberto Ibáñez Castro (Valência, 22 de março de 1993) é um futebolista profissional espanhol que atua como meia.

## Carreira

### Valencia
Revelado nas categorias do clube, começou a atuar na equipe profissional em 2014.

## Títulos
Osasuna
- Segunda Divisão Espanhola: 2018–19[1]